# Killer Mike
Michael Santiago Render (n. 20 aprilie 1975, Atlanta, SUA), cunoscut sub numele de scenă Killer Mike, este un rapper și activist american din Atlanta, Georgia.